# Of Darkness...
Of Darkness... (ang. Z Ciemności...) – debiutancki album szwedzkiego zespołu Therion. Album wydany w roku 1991, zawiera utwory napisane w latach 1987–1989, a nagrane w 1990 r. Płytę charakteryzuje progresywne, deathmetalowe brzmienie.

## Okładka
Okładkę wykonał Gary Querns na podstawie oryginału Johana Losanda i Rikarda Olunda. Okładkę wewnętrzną wykonał Johan Losand, natomiast fotografie Mats Lindbom.

## Lista utworów
1. "The Return" – 5:15
2. "Asphyxiate With Fear" – 4:00
3. "Morbid Reality" – 6:05
4. "Megalomania" – 4:10
5. "A Suburb to Hell" – 4:47
6. "Genocidal Raids" – 5:15
7. "Time Shall Tell" – 5:07
8. "Dark Eternity" – 4:45

### Reedycja
Album został wydany ponownie w roku 2000 jako część box-setu The Early Chapters of Revelation.
1. "The Return" – 5:15
2. "Asphyxiate With Fear" – 4:00
3. "Morbid Reality" – 6:05
4. "Megalomania" – 4:10
5. "A Suburb to Hell" – 4:47
6. "Genocidal Raids" – 5:15
7. "Time Shall Tell" – 5:07
8. "Dark Eternity" – 4:45
9. "A Suburb to Hell" (wersja demo) – 5:19
10. "Asphyxiate With Fear" (wersja demo) – 4:41
11. "Time Shall Tell" (niepublikowana wersja) – 4:06
12. "Dark Eternity" (niepublikowana wersja) – 4:19

## Twórcy albumu
- Peter Hansson – gitara prowadząca i rytmiczna
- Christofer Johnsson – wokal, gitara rytmiczna
- Oskar Forss – perkusja
- Erik Gustafsson - gitara basowa

Wszystkie utwory zostały napisane i skomponowane przez Christofera Johnssona.